# Ngombe (peuple)
Pour les articles homonymes, voir Ngombe (homonymie).
Les Ngombe (ou Ngɔmbɛ) sont une population bantoue de la république démocratique du Congo. Ils vivent principalement dans la Province de l'Équateur, c'est-à-dire dans le Nord-Ouest du pays.
La vie de ces « gens d'eau » est étroitement liée à celle du fleuve Congo. Ils pratiquent la pêche, l'agriculture sur les rives et font du commerce en amont ou en aval. 
Les Ngombe appartiennent au grand groupe linguistique Bangala. Ils sont des habitants limitrophes du fleuve de l'Équateur, dont ils forment l'un des groupes majoritaires.

## Présentation du peuple Ngombe[3]
Le peuple Ngombe constitue un groupe ethnique important au sein de la population de la Province de l’Equateur et moins important en nombre dans la Province Orientale. On le trouve disséminé dans plusieurs districts de la République démocratique du Congo : Mongala, Sud-Ubangi et Equateur respectivement dans les territoires de Lisala et de Bongandanga (Mongala), de Libenge et dans le territoire de Budjala et kungu (Sud-Ubangi),  de Bosobolo et businga (Nord-Ubangi),  de Basankusu et de Bolomba (Equateur).

## Histoire[3]
Selon les Pères Scheutistes et les Baptistes Britanniques qui ont évangélisé la région de Lisala et de ses environs vers la fin de 1800, mais surtout nous fondant sur les travaux de Léon de Saint Moulin, les Ngombe qui occupent aujourd’hui la province de l’Équateur comme ceux de la Province Orientale font partie des premiers Bantous qui vivaient en bordure de forêts humides et qui s’étaient adaptés au milieu de la savane en s’étendant vers le sud au Cameroun et au Gabon. Ils sont venus du Cameroun lors des grands mouvements de migration bantous partis du Nord vers le Sud du Cameroun à la suite des conflits des chefs ethniques (vers la fin du XVIIe siècle ).
Ainsi, après avoir fait des très longues marches, des guerres entre ethnies habitant le nord du Congo, ils atteindront le bassin de la Mongala, à Lisala, où ils ont créé un véritable foyer jouant le rôle de lieu de rassemblement pour plusieurs tribus au début de la seconde moitié du XIXe siècle . C’est ici qu’on verra les Ngombe se diviser en différents groupes et prenant différentes directions. Les uns descendant plus au Sud de l’Équateur, et prenant la direction de Bongandanga et de Basankusu. Les autres feront irruption dans la Cuvette Centrale vers l’an 1800 chassant devant eux plusieurs groupes Mongo jusqu’à s’installer à Bolomba où ils ont été obligés de partager les mêmes territoires avec d’autres Mongo.
L’occupation des Ngombe dans la Province de l’Équateur fut un processus de longue durée, ils sont les derniers venus dans ce territoire par rapport aux Ngbandi, Ngbaka, Mongo et surtout les Pygmées qui sont d’ailleurs les premiers occupants de l’ensemble de notre territoire. Malgré leur diversité et malgré la distance qui sépare les différents territoires qu’occupent les Ngombe, ils reconnaissent avoir tous une origine commune et ont tous presque les mêmes coutumes et la culture, et ils gardent la même langue bien entendu avec quelques nuances particulières et souvent sont vus d’un œil toujours un peu hostile par les Mongo.
Il faut dire que les Mongo, dans le passé, avaient toujours eu une opinion sévère si pas hostile sur les Ngombe. C’est ainsi que Honoré Vinck pouvait écrire de manière comparative :
Les Ngombe sont très nombreux. Mais nous ne savons pas qu'ils sont tous un seul peuple, ou si ce n'est qu'un seul nom. Les Ngombe sont dans la région de Bangala au delà de Makanza, Lisala et Bumba. Certains sont dans la région de la Lulonga et la Lopoli, quelques-uns dans l'Ikelemba, d'autres vers le côté de Kisangani. Certains Ngombe habitent la Lomela. C'est-à-dire certains villages y sont là appelés par ce nom. Les Ngombe qui sont dans la Lomela n'ont pas la même manière et la langue que d'autres Ngombe. Ils ont imité la manière d'autres tribus qui sont près d'eux. Ils parlent les langues de ces tribus. Beaucoup d'entre eux sont des gens de la terre, mais d'autres sont des riverains. Une bonne partie d'eux ont reçu la foi. Les vrais Ngombe ont leurs manières. Ils ne ressemblent pas aux Mongo. Ils sont dangereux et guerriers. Une chose mauvaise dans laquelle ils excellent c'est la pratique magique. Leur langue diffère de la nôtre. Il y a une grande différence. Certains pensent que les Ngombe ne sont pas de vrais bantous, qu'ils sont apparentés aux Ngbandi et Banjande. Les Ngombe se divisent en grand groupe, chacun avec sa manière et sa langue, comme des Ngombe de Lulonga, Buja et beaucoup d'autres.

## Caractéristiques anthropo-sociologiques[3]
Les Ngombe ont une taille normale, mais on peut trouver ceux qui sont élancés et ceux de petite taille. Ils sont des faciès ovales avec teint claire ou sombre. Les tatouages et les scarifications ne sont pas vraiment de leur apanage, peut être on peut en trouver comme signe distinctif de la chefferie coutumière.
Avec les peuplades apparentées et voisines, les Ngombe ont toujours entretenus des relations de domination, ils se voient comme les plus civilisés parmi d’autres peuples de l’Equateur. Leur relation avec le pouvoir colonial n’était pas très bonne de ce fait non développée car quelque peu problématique. Le vrai problème était celui du goût à l’insoumission. Pour bien de cas, on peut dire qu’en ce peuple résidait toujours un esprit de résistance surtout quand il trouvait que faire les travaux manuels de champs, de ménage. Pour les colons étaient réservés pour les peuplades apparentées et non pour eux. Comme le pouvoir colonial était aussi lié aux lucres, ses relations avec le peuple Ngombe étaient difficiles à cause de l’insoumission. Dans bien de cas, le pouvoir colonial se voyait obligé de faire venir les Ngbandi, les Ngbaka voire les Mbunza pour travailler dans les plantations de Caoutchouc, de palmier, de café, etc.

## Organisation sociale et politique[3]
Les Ngombe qui occupent près des 2/5 de la population de la Province de l’Equateur, depuis les migrations, sont un peuple qui accorde une grande valeur au chef coutumier appelé Kumu. Celui-ci avait un pouvoir absolu, héréditaire et sacré car il était considéré comme un intermédiaire entre les vivants et les morts. En d’autre terme, le Kumu ou le chef coutumier savait prévoir les dangers ou les malheurs qui guettaient la société pour le bien être de sa population. Il incarnait même la sorcellerie dite « protectrice » du village. Le Kumu de fois jouait le rôle du griot et du guérisseur traditionnel avec le pouvoir d’esprits ancestraux. Il était le plus souvent consulté pour deviner la destiné du peuple avant de poser une quelconque action d’intérêt commun. Les grands chefs guerriers les plus connus qui ont donné de noms à leurs descendances sont : Ndjano, Melo, Simba, Libenge et Kuluki. Ainsi on parle de Boso Ndjano, Boso Melo, Boso Simba pour ne prendre que ceux- là. D'autres ont pérennisé leurs noms pour la place qu'ils accordaient au rôle de la femme et de la jeunesse féminine particulièrement Chez les Ngombe Doko où le premier successeur héréditaire ou héritier au trône est le fils de la sœur maternelle du grand chef et la succession future au trône est assurée par sa fille,nièce du grand chef. Le fils du grand chef pouvant régenter. Raison pour laquelle on dit Mosek'AGBANA pour louer la princesse Doko, gage de succession, de AGBANA, Grand chef Doko, par exemple. C’est ici qu’il peut y avoir rapprochement à ce que pense Léon de Saint Moulin sur les noms ethniques quand il écrit :
Les noms ethniques ont des provenances extrêmement variables. Il y a ainsi beaucoup de Bena, c'est-à-dire de "gens de", ou de Bakwa, c'est-à-dire de "gens de chez", auxquelles correspondent diverses expressions dans d'autres langues pour désigner des populations par référence à un nom de chef ou de lieu. Ces dénominations sont parfois anciennes, mais il s'en est créé à toutes les époques et il s'en crée encore
La société Ngombe est très hiérarchisée, elle est divisée en classes sociales bien respectables. Parmi ces classes, nous pouvons citer :
La classe des aînés de la famille : communément appelé les « Somi » qui sont des héritiers. La priorité leur était accordée, malheureusement les filles aînées n’avaient pas les mêmes privilèges que les garçons aînés.
La classe des gardiens de coutume appelée aussi les Kumu qui sont aussi choisis uniquement selon certains critères coutumiers. Dans cette classe, l’âge n’est pas une condition essentielle. Chez les Ngombe Doko, les Kumu ont la charge de connaître, avec la facilitation de la famille regnante,le successeur héréditaire ou généalogique du grand chef(neveux maternel), dès son enfance. ils ne peuvent que reconnaître son pouvoir naturel sans interférer dans sa désignation lors de la succession. Mais en cas d'absence d'un successeur généalogique du grand chef, ils participent à la désignation du successeur régent, fils ou neveux paternel du grand chef. Avec obligation de faire respecter la coutume à la fin de la régence. 
La classe des neveux appelés Noko est plus importante chez les Ngombe. Particulièrement le neveu maternel chez les Ngombe Doko. Car c'est ici qu'on choisi le successeur généalogique au pouvoir coutumier de leurs oncles, grand chef. Chez les autres Ngombe,ils étaient considérés comme les maudisseurs de la famille du côté maternel seulement au cas où leur demande n’avait pas trouvé de satisfaction.
Dans la tradition Ngombe les Noko sont très exigeants. Ici aussi, l’âge n’est pas non plus une condition essentielle. La société Ngombe est solidaire dans le bonheur comme dans le malheur qui frappe la famille. 
Dans la société Ngombe, bien que les femmes soient honorées et consultées, respectées et souvent appelé Mama ou Nange o bana, elles n’ont pas vraiment la parole parmi les hommes. Les personnes âgées sont très respectées. Les enfants sont toujours l’incarnation de la continuité du village. Les Ngombe accorde une grande importance à la famille élargie mais chaque parent a autorité sur ses enfants. Chez les Ngombe,la succession se fait de père en fille ou de père en fils selon que celle ou celui-ci est l’aîné de la famille, sauf chez les Doko,où elle se fait de l'oncle au neveux maternel du chef.

## Organisation économique[3]
L’économie des Ngombe est basée sur l’agriculture, la pêche et la chasse. Parmi ces trois activités, le travail de la terre est resté un élément essentiel de leur vie et ce travail est souvent exécuté en commun. Cela s’explique par le fait que les Ngombe sont toujours un peuple solidaire, animé par l’esprit de l’unité qui est rendu par le slogan « Iso Ngombe » (Nous les Ngombe). La pêche, l’élevage, la chasse sont des activités secondaires. Le commerce et l’échange étaient basés sur le troc avant l’arrivée de la monnaie.

## Culture[3]

### Langue et groupe linguistique
Bien que tous parlent « Lingombe », on y trouve les groupes linguistiques qui ont quelques particularités prosodiques et encore l’accentuation du substrat maternel qui les différencient. C’est ainsi qu’on y trouve : les Yumba, les Mosweya, les Doko et les Genza,les mbuza, mobango,boa (pakabete), etc.... Selon qu’ils se trouvent de l’autre rive du fleuve Congo ou encore plus proche du peuple Mongo. Il faut dire qu’ici, le Lingombe a subi certainement le brassage linguistique au fil du temps de vivre ensemble avec d’autres peuplades.

### Traits culturels, Identité culturelle et Mode de vie
Le régime alimentaire des Ngombe se caractérise par une prédominance des féculents. Parmi ceux-ci, le manioc occupe une place de choix. Sa forme la plus utilisée est la chikwangue. Les autres formes de consommation de manioc sont le Fufu (farine de manioc), le ntuka (manioc moulu et bouilli) et le Malemba. La banane Plantin, l’igname, le riz également sont consommés mais très occasionnellement. La consommation de la viande d’élevage est très réduite. La viande de bœuf n’est presque pas consommée dans les milieux ruraux. Seules les viandes de porc, de chèvre et la volaille sont de temps en temps incorporées dans la ration, surtout lors des fêtes ou d’autres événements spéciaux. Les principales sources de protéines d’origine animale sont constituées par les produits de chasse, de pêche et par les chenilles et les insectes. La consommation presque quotidienne de légumes se limite au pondu (feuille de manioc).
La consommation des produits de pêche et de la chasse est très élevée. ( C’est le cas de poissons, gibier, tortue, crocodile, serpent, etc). Les Ngombe sont des consommateurs potentiels de l’alcool. Il faut reconnaître que dans les temps, les hommes, les femmes et surtout les enfants se promenaient à moitié nu. Ils portaient du raphia dans la partie inférieure comme pour cacher le sexe et la partie supérieure restait tout nue. De ce fait, les seins des femmes se livraient au spectacle des yeux. 
On trouve rarement la sculpture chez les Ngombe. Les maisons étaient construites en argile, en bois et en paille mais c’était des grandes maisons pour des grandes familles. C’est avec l’arrivée de l’homme blanc qu’on a commencé à construire des maisons en briques cuites. 

### Quelques illustrations de Musique traditionnelle
Les Ngombe ont une identité culturelle spécifique à eux en ce sens que, la musique et la danse sont étroitement liées à leur vécu quotidien. Dans leur culture, chaque musique est significative et est liée à leur vécu quotidien. Nous relèverons ici les quelques types de musiques et danses traditionnelles qui ont marqué l’histoire et la culture de ce peuple. Ainsi, on peut retenir :
Le Ikpeti : c’est un genre de musique sacré ayant pour objet soit la commémoration du gardien de coutumes disparu, soit pour faire honneur à une personne de grande valeur, un dignitaire de la vie. Il faut signaler que cette musique est obligatoirement accompagnée d’un sacrifice qui, dans le passé, consistait à égorger publiquement un esclave. Actuellement, c’est-à-dire de nos jours, ce sacrifice est remplacé par la chèvre.
Le Manku : C’est un genre de musique de réjouissance pour se souvenir d’un bien fait qui arrive dans la famille. Elle est chantée uniquement par les femmes.
Le Isango : C’est un genre de musique chantée lors de la cérémonie de fin d’une période d’initiation dont on intronisait seulement les jeunes filles considérées comme petites reines honorées et interdites de tous travaux.
Le Bwaé : C’est un genre de musique traditionnelle qui est chantée pour célébrer le jour de la sortie en public de la jeune fille qui venait de mettre au monde pour la première fois après avoir passé un moment de reconstitution dans la maison.
Le Mosingo : C’est une musique purement coutumière chantée par les hommes appelés « nganga » dans le but de chasser le malheur parmi le peuple en invoquant l’esprit des ancêtres pour apporter le bonheur dans le village.
Notons qu’après avoir travaillé toute la journée, pour se divertir, les Ngombe au village se réunissaient souvent le soir autour du feu tout en chantant et en exécutant des pas de danse. Le sport s’il existait était le propre des hommes. Ils jouaient à la lance au javelot, à la course aux pirogues et à la lutte tandis que les jeunes femmes ne pouvaient que jouer à la rivière chantaient et tapant l’eau et faisant résonner même les sons de tambour ou tam-tam. .

### Quelques fabrications traditionnelles
L’art de fabriquer des pirogues, propre aux Ngombe, a été mis à profit par les riverains dans la circulation fluviale comme moyen de communication le plus prisé. Plus tard au Nord, les pirogues Kundo et Ngombe seront utilisées par les Ngwe, les Odiyo et les Songo pour le développement des activités commerciales d’Ubangi au 1XVIIe siècle . Les Ngombe sont des fabricants des instruments traditionnels et folkloriques de musique. On y trouve le Mbonda (Tam-tam), le Ndundu (Tambour), le Mongungu (Lokolé), le Mopaté ou Mondulé (Corne d’antilope), le Mokembe (le gong), le Ngombi (Sansza). Ce peuple est aussi forgeron, depuis toujours, il utilise le cuivre pour fabriquer ses armes de chasse tels que : le Ngbange autrement appelé Mosuki ou Ikongo sont les différentes sortes de lance. Il fabriquait également d’autres armes traditionnelles de chasse comme le Likpangola ou Ngwa (Machette). Leurs boucliers, les Nguba, étaient faits en vannerie.
Notons toutefois que tous les Ngwa que ce peuple fabriquait n’avaient pas la même utilisation ou la même considération. Il y avait ceux qui étaient considérés comme simple machette qu’on utilisait aussi pendant la chasse mais aussi d’autres qui avaient la forme d’une épée droite ou courbée gardée dans la housse fabriquée à base de la peau d’un animal féroce, carnivore et souvent portée au tronc. C’est ce qui marquait la bravoure de l’homme. Cette épée on ne la sortait pas n’importe comment, ni n’importe quand. Une fois on la sortait ça ne devait pas rentrer dans la housse sans avoir bu du sang. C’est ainsi que même si un homme était en colère ou s’il était combattu par quelqu’un d’autre, il était strictement interdit de sortir son épée pour se défendre avec, car la sortie de l’épée était synonyme du sang à faire verser. Si on n'a pas réussi à blesser son adversaire, on doit se blesser soi-même sinon on est rangé au rang des femmes. Une autre catégorie des Ngwa était celle qui était fabriquée en cuivre pour servir aux éléments de la dot.

### Éducation
La transmission du savoir se faisait selon qu’il s’agit d’une fille ou d’un garçon. C’est comme pour dire que le critère sexuel était le fondement à l’éducation à la vie. Les jeunes hommes étaient initiés à la vie par les vieux sages du village qui de fois les internaient au camp à l’intérieur de la forêt pour l’initiation à la vie. Et là, ils apprenaient tout ce qu’un homme doit savoir pour la vie en tant que homme et aussi continuité et sauvegarde de la lignée. Pour ce qui est des jeunes filles, elles étaient aussi regroupées par des femmes âgées et expérimentées du village. Retranchées dans la forêt, elles étaient initiées à la vie des femmes et des mères.
Il faut dire que chez les Ngombe, comme cela peut aussi être le cas dans d’autres tribus, ce sont les parents qui arrangeaient toujours le mariage de leurs enfants. En ce qui concerne la dot, rarement on versait de l’argent. Car plus souvent, il y avait un certain nombre des biens et d’instruments traditionnels qu’on devrait présenter à la belle famille. Et très souvent, il appartenait aux beaux-frères de s’en servir de la dot pour leurs futurs mariages. A titre illustratif, disons qu’on donnait souvent, entre autres, des pirogues, des lances, des machettes en cuivre, et le fusil. Mais quand il y avait divorce, la famille de la femme se trouvait toujours dans l’obligation de restituer tous les biens reçus lors du versement de la dot à la famille de l’homme. Il est important de souligner que le mariage ne se faisait que entre les familles de villages qui entretenaient de bons rapports entre eux. On ne se mariait jamais quand on était du même village. C’est pour ne pas commettre l’inceste.

### Quelques proverbes, contes et fables
Beaucoup des proverbes, fables ou contes et dictons animent l’âme de ce peuple en vue de son éducation. Il faut dire que les Ngombe, comme d’autres bantous, sont porteur d'une riche tradition d'art oral, qui naturellement trouve une partie de son inspiration dans la faune et la flore environnantes. Ici nous allons en citer que quelques-uns qui souvent constituaient le gros de l’école de la vie pour les enfants autour du feu le soir à belle lune. Nous avons retenu quelque 12 fables anonymes dont de nombreuses sont empruntées de la sélection d'Honoré Vinck.